# In Time to Voices
Albums de Blood Red Shoes
Fire Like This
(2010) Blood Red Shoes
(2014)
Singles
1. Cold
Sortie : 19 mars 2012
2. In Time to Voices
Sortie : septembre 2012

In Time to Voices est le troisième album studio du groupe de rock britannique Blood Red Shoes, publié le 26 mars 2012 par V2 Records.

## Liste des titres
| No  | Titre                      | Durée |
| --- | -------------------------- | ----- |
| 1.  | In Time to Voices          | 3:44  |
| 2.  | Lost Kids                  | 3:45  |
| 3.  | Cold                       | 3:32  |
| 4.  | Two Dead Minutes           | 3:41  |
| 5.  | The Silence and the Drones | 4:30  |
| 6.  | Night Light                | 2:56  |
| 7.  | Je me perds                | 1:28  |
| 8.  | Stop Kicking               | 3:11  |
| 9.  | Slip into Blue             | 4:14  |
| 10. | Down Here in the Dark      | 3:22  |
| 11. | 7 Years                    | 4:48  |
| 12. | Sleepless (Bonus)          | 3:00  |

## Accueil critique
L'album a obtenu des critiques généralement favorables, recueillant 70 % de critiques positives, sur la base de 12 critiques, sur le site Metacritic. Drowned in Sound lui donne la note de 8/10. Le New Musical Express lui donne la note de 6/10. Kerrang! lui donne 4 étoiles sur 5.